# خوانیو گونزالس
خوانیو گونزالس (انگلیسی: Juanjo González؛ زادهٔ ۹ اکتبر ۱۹۷۳) بازیکن فوتبال اهل اسپانیا است.
از باشگاه‌هایی که در آن بازی کرده‌است می‌توان به باشگاه فوتبال اسپورتینگ خیخون اشاره کرد.